# Карпуша Павло Павлович
Карпуша Павло Павлович (нар. 6 листопада 1918 року — пом. 26 травня 1987 року) — доктор технічних наук, професор, завідувач кафедри «Сільськогосподарські машини» (1954—1987 рр.) Мелітопольського інституту механізації сільського господарства. Заслужений працівник вищої школи УРСР (1973 р.).

## Біографія
Народився 6 листопада 1914 року у с. Піщане, Мелітополь, Таврійська губернія, Російська імперія.
До Мелітопольського інституту інженерів-механіків сільського господарства ім. ОДПУ вступив у 1935 році, маючи досвід роботи на заводі. Вчився без відриву від виробництва. У 1940 році отримав диплом з відзнакою (спеціальність — інженер-механік сільського господарства).
Після закінчення навчання рік працював інженером-механіком МТС (згодом головним інженером) у м. Ургут Самаркандської області Узбецької РСР.
Учасник Другої світової війни. Закінчивши по прискореній програмі Бакинське училище зенітної артилерії, в грудні 1941 року П. П. Карпуша вже був на фронті — обороняв Москву.
З 1941 по 1944 роки брав участь у бойових операціях на Західному, Калінінському та 3-му Білоруському фронтах. Перше поранення та контузію отримав, виконуючи роль корегувальника вогню. Пройшов бойовий шлях від начальника штабу дивізіону до командира цього підрозділу.
Після демобілізації, у 1946 році, П. П. Карпуша був прийнятий на роботу в МІМСГ асистентом кафедри «Ремонт машин» та інструктором виробничого навчання студентів.
У 1949 році вступив до аспірантури при Українському науково-дослідному інституті механізації сільського господарства (УНДІМЕСГ) у місті Київ. Працював там за сумісництвом молодшим науковим співробітником.
У 1952 році закінчив аспірантуру і захистив дисертацію на здобуття наукового ступеня кандидата технічних наук на тему: «Дослідження якості роботи робочих елементів зернових сіялок та розробка основ для їх удосконалювання».
По закінченні аспірантури був направлений на роботу в Якимівську науково-дослідну станцію на посаду заступника директора з наукової роботи.
З 1953 року працював старшим викладачем, згодом — доцентом кафедри «Сільськогосподарські машини» МІМСГу. Протягом 33-х років (1954—1987 роки) був завідувачем цієї кафедри. 
У 1973 році П. П. Карпуша  захистив докторську дисертацію на тему: «Механіко-технологічні основи процесу роботи живлючих та качано-відокремлюючих знарядь кукурудзозбиральних машин», а у 1974 році йому було надано вчене звання професора.

## Науково-дослідна діяльність
Основними напрямками науково-дослідної діяльності кафедри «Сільськогосподарські машини» у ці роки були: 
- дослідження та удосконалення знарядь додаткового обробітку ґрунту; 
- дослідження робочого процесу і робочих органів посівних машин (зернових і кукурудзяних сівалок);
-  дослідження робочих органів кукурудзозбиральних машин;
- дослідження живлючих органів зернозбиральних машин.
З 1955 року кафедра брала участь в розробці та впровадженні у виробництво: 
- пристроїв для внесення мінеральних добрив до сівалок СКГК-6В та СКГН-6А; 
- сошників до сівалки СЗС-2,1; 
- культиватору КПЕ-3,8;
- ротаційної борони БІГ-3; 
- живлючих та качано-відокремлюючих пристроїв до кукурудзозбиральних машин КСКУ-6, ККП-3 та пристосувань КМД-6, КММ-6 і ППК-4 до зернозбиральних комбайнів.
Кафедра, яку очолював професор  П. П. Карпуша, була однією з найкращих у Радянському Союзі за науковими досягненнями та матеріально-технічним оснащенням. Науково-дослідна робота студентів проводилася кафедрою в таких формах: участь студентів у наукових кружках, робота за госпдоговірною тематикою, робота в конструкторському бюро (СКБ), робота в науково-виробничому об'єднанні (СНВО).

## Нагороди та відзнаки
За сумлінне ставлення до праці П. П. Карпуша отримав понад 50 заохочень, мав 18 бойових та трудових нагород, серед них:
- Орден Червоної Зірки;
- Орден Вітчизняної війни II ступеня;
- Медаль «За перемогу над Німеччиною у Великій Вітчизняній війні 1941—1945 рр.»;
- Три ордени «Знак Пошани»;
- Ювілейна медаль «За доблесну працю».

## Вибрані наукові праці
Автор близько 70 наукових праць, серед них:
- Карпуша П. П. Дослідження якості роботи робочих елементів зернових сівалок і розробка основ для їх удосконалення: автореф. дис. … к.т.н. / П. П. Карпуша; Укр. НДІ механізації сільського господарства. — [Мелітополь], 1952. — 18 с.
- Карпуша П. П. Механіко-технологічні основи процесу роботи живильників і відокремлювачів для кукурудзозбиральних машин: автореф. дис. … д.т.н. / П. П. Карпуша; Ростовський ін-т с.-г. машинобудування. — Ростов-на-Дону, 1972. — 49 с.
- Довідник з регулювання сільськогосподарських машин / В. І. Кочев, А. С. Кушнарьов, В. Д. Роговий, П. П. Карпуша, В. Г. Зайцев, В. М. Повіляй, П. Л. Левчук, Н. Е. Борткевич, О. В. Білокопитов, О. П. Карпуша, О. І. Савченко ; за ред. В. І. Кочева. — К.: Урожай, 1985. — 311 с.
- Практичне керівництво з технологічної наладки сільськогосподарської техніки: Підготовка ґрунту, посів і догляд за посівами / Р. З. Антонишин (упоряд.), Г. Т. Олейничук, С. С. Суддя, …, П. П. Карпуша, В. М. Повіляй ; під ред. В. І. Полонця, І. П. Масло. — К.: Урожай, 1987. — 224 с.
- Карпуша П. П. Вплив установки сім'япроводів на рівномірність висіву насіння / П. П. Карпуша // Наук. записки / МІМСХ. — Мелітополь, 1955. — Вип. 2. — С. 55—64.
- Карпуша П. П. Деякі питання теорії відокремлювачів кукурудзозбиральних машин / П. П. Карпуша // Механізація і електрифікація сільського господарства: Респ. міжвідомчий тематичний науково-технічний збірник / УНІІМЕГСХ. — К., 1966. — Вип. 2. — С. 20—33.
- Карпуша П. П. Результати деяких досліджень роботи відокремлювачів очисного типу / П. П. Карпуша, І. С. Верещак // Механізація і електрифікація сільського господарства: Респ. міжвідомчий тематичний науково-технічний збірник / УНІІМЕГСХ. — К., 1966. — Вип. 2. — С. 34—47.
- Карпуша П. П. Деякі результати дослідження роботи культиватора з пружною підвіскою лап // П. П. Карпуша, Г. А. Рябцев // Наук. праці / МІМСХ. — Мелітополь, 1967. — Т. 5, вип. 3: Ґрунтообробні і посівні машини. — С. 76—90.
- Карпуша П. П. Результати досліджень впливу жорсткості зуба прополювальної борони на ефективність руйнування грудок ґрунту / П. П. Карпуша, Н. В. Даценко // Наук. праці / МІМСХ. — Мелітополь, 1967. — Т. 5, вип. 3: Ґрунтообробні і посівні машини. — С. 46—60.
- Карпуша П. П. Результати дослідження поділу потоку, утвореного висівним апаратом зернової сівалки / П. П. Карпуша // Наук. праці / МІМСХ. — Мелітополь, 1967. — Т. 5, вип. 3: Ґрунтообробні і посівні машини. — С. 91—108.
- Карпуша П. П. Вплив швидкості подачі, форми і конструкції відокремлюючого пристрою на пошкодження качанів / П. П. Карпуша // Наук. праці УСХА / УСХА. — К., 1971. — Вип. 68: Підготовка і роздача кормів на фермах. — С. 218—228.
- Карпуша П. Обґрунтування параметрів і режимів роботи відокремлюючого апарата очисного типу / П. Карпуша, М. Конопельцев // Питання механізації сільського господарства: [Праці] / МІМСХ. — Мелітополь, 1971. — Т. 17. — С. 42—55.
- Карпуша П. П. Обґрунтування вибору основних параметрів і режимів роботи пневматичних виноградорозбиральних машин / П. П. Карпуша, Н. В. Григор'єв // Наук. праці УСХА / УСХА. — К., 1973. — Вип. 100: Удосконалення робочих органів сільськогосподарських машин. — С. 84—94.
- Карпуша П. П. До обґрунтування швидкості різання в роторних подрібнювачах з парними різальними елементами / П. П. Карпуша, В. А. Лузін // Вісник с.-г. науки. — 1985. — № 4. — С. 65—66.

Хронологічний період авторських публікацій з 1952 по 1989 роки включно охоплює бібліографічний покажчик.
- Павло Павлович Карпуша: бібліографічний покажчик основних публікацій з 1952 по 1989 роки [Архівовано 5 липня 2018 у Wayback Machine.] / ТДАТУ; наук. бібліотека; уклад. Г. Д. Попазова. — Мелітополь, 2014. — 28 с. — («Біобібліографістика провідних вчених ТДАТУ»)